# Erich Lehmann (Fußballspieler, 1911)
Erich Lehmann (* 31. März 1911; † 1989) war ein deutscher Fußballspieler, der mit Senftenberger Mannschaften zwischen 1941 und 1950 Erstligafußball bestritt. 

## Sportliche Laufbahn
1941 stieg der 30-jährige Erich Lehmann mit dem SV Sturm Grube Marga in die Gauliga Berlin-Brandenburg, eine der höchsten deutschen Spielklassen, auf, stieg aber schon nach zwei Spielzeiten wieder ab. Nach dem Ende des Zweiten Weltkriegs gehörte er zu den Initiatoren des Fußball-Neuaufbaus im brandenburgischen Senftenberg, zu dem auch der Ortsteil Gartenstadt Marga gehörte. Mit weiteren ehemaligen Mannschaftskameraden gründete er 1946 die Sportgemeinschaft Grube Marga. Diese wurde 1949 in die Betriebssportgemeinschaft (BSG) „Franz Mehring“ Marga umgewandelt. Diese schloss die Saison 1948/49 als Vizemeister der  Fußball-Landesklasse Brandenburg ab. In der entscheidenden Finalbegegnung hatten die Senftenberger mit 1:2 gegen die SG Babelsberg verloren. In diesem Spiel war Erich Lehmann als halblinker Stürmer aufgeboten worden. Als Brandenburger Vizemeister qualifizierte sich die BSG „Franz Mehring“ für die Fußball-Liga des ostdeutschen Sportausschusses (DSL-Liga), die 1949/50 als höchste Spielklasse im ostzonalen Fußball in ihre erste Saison ging. Obwohl inzwischen 38 Jahre alt, gehörte Erich Lehmann weiterhin zum Mannschaftskader Senftenberger Mannschaft. Trotz seines fortgeschrittenen Fußballalters gelang es ihm, sich sofort in die Stamm-Mannschaft zu spielen, und er absolvierte alle 26 Punktspiele der DS-Liga. Er wurde in der Regel als Mittelstürmer eingesetzt und gehörte zum Trio, das mit jeweils sieben Toren die meisten Treffer seiner Mannschaft erzielte. Auch in der Spielzeit 1950/51, in der die Senftenberger BSG in Aktivist Brieske-Ost umbenannt wurde und aus der DS-Liga die DDR-Oberliga wurde, erzielte Erich Lehmann in der aus politischen Gründen auf 18 Mannschaft aufgestockten Liga in den 34 Spielen wieder sieben Tore, bestritt aber nur noch die 17 Hinrundenspiele. Danach zog er sich vom Leistungssport zurück.  